# Orphin
Orphin is een gemeente in het Franse departement Yvelines (regio Île-de-France) en telt 928 inwoners (1999). De plaats maakt deel uit van het arrondissement Rambouillet.

## Geografie
De oppervlakte van Orphin bedraagt 16,4 km², de bevolkingsdichtheid is 56,6 inwoners per km².
De onderstaande kaart toont de ligging van Orphin met de belangrijkste infrastructuur en aangrenzende gemeenten.

## Demografie
Onderstaande figuur toont het verloop van het inwonertal (bron: INSEE-tellingen).